# Robert Hess
Robert Lee Hess (New York, 19 dicembre 1991) è uno scacchista statunitense.
Ha ottenuto il titolo di Grande Maestro in giugno del 2009, all'età di 18 anni.

## Principali risultati
Conseguì la prima norma di GM in aprile 2008 nel Foxwoods Open di Mashantucket, con il primo posto alla pari con Alexander Shabalov, Yury Shulman e Alexander Ivanov (Shulman vinse negli spareggi). In febbraio 2009 conseguì la seconda norma nel SPICE Spring GM Invitational di Lubbock in Texas, e in aprile la terza norma nel Foxwood open.
Nel maggio 2009 è stato pari secondo con Alexander Onischuk nel Campionato statunitense, dietro al vincitore Hikaru Nakamura. Nello stesso anno ha partecipato con la nazionale USA al Campionato del mondo a squadre di Bursa in Turchia, dove gli Stati Uniti vinsero la medaglia d'argento.
Nel 2010 partecipò con la squadra statunitense alle Olimpiadi di Chanty-Mansijsk, realizzando 3 punti su 4 partite.
Ha raggiunto il suo massimo rating FIDE in maggio 2012, con  2639 punti Elo.